# Laghman
Laghman è una provincia dell'Afghanistan di 373 000 abitanti, che ha come capoluogo Mehtar Lam. Confina con le province di Panjshir e di Nurestan a nord, di Konar a est, di Nangarhar a sud, di Kabul e di Kapisa a ovest.

## Suddivisioni amministrative
La provincia di Laghman è divisa in cinque distretti:

Distretti di Laghman.

- Alingar
- Alishing
- Dawlat Shah
- Mihtarlam
- Qarghayi